# 친화수

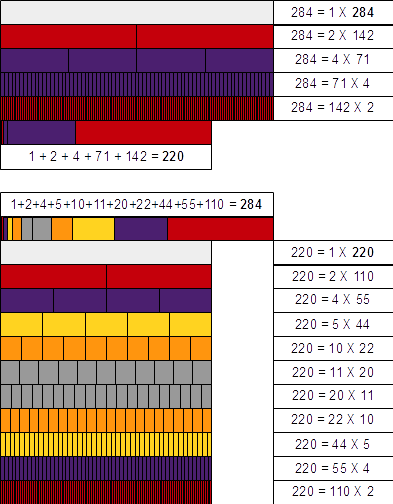
친화수 220과 284 막대 구조도

친화수(親和數, 영어 : amicable numbers)는 두 수의 쌍이 있어, 어느 한 수의 진약수를 모두 더하면 다른 수가 되는 것을 말한다. 220과 284의 쌍이 그 예이다. 220의 진약수는 1, 2, 4, 5, 10, 11, 20, 22, 44, 55, 110로 모두 더하면 284가 된다. 반대로 284의 모든 진약수 1, 2, 4, 71, 142를 모두 더하면 220이 된다.
덧붙여, 자기 자신의 진약수의 합이 자기 자신이 되는 수를 완전수라고 한다. 또한 서로 다른 3개 이상의 수에 대하여 약수의 합이 처음 수로 다시 되돌아오는 수들을 사교수라고 한다.

## 쌍 개수
친화수의 쌍이 유한한지 무한한지는 알려져 있지 않다. 현재까지 알려진 친화수는 둘 다 짝수이거나 둘 다 홀수인 경우뿐이다. 홀수와 짝수로 이뤄진 친화수가 존재하는지 여부에 대해서는 알려져있지 않다. 또한 알려진 친화수는 서로 공통의 약수를 가진다. 서로소인 친화수가 존재하는지는 알려져있지 않으나, 만약 존재한다면 최소한 그 두 수의 곱이 1067보다는 커야 한다.

## 역사
친화수는 피타고라스 학파 시대에 이미 알려져 있었다. 9세기에 이탈리아의 수학자 사빗 이븐 쿠라(826년 ~ 901년)에 의해 친화수를 구할 수 있는 관계식이 도출되었다.:
p = 3×2n − 1 − 1,
q = 3×2n − 1,
r = 9×22n − 1 − 1,
여기서, n ≥ 2의 정수이고, p, q, r이 소수인 p, q, r, n이 존재할 때、 2n×p×q와 2n×r은 친화수의 관계에 있다. 이 식은 모든 친화수의 짝에 대하여 성립하지는 않는다. 예를 들어, 친화수 n = 2일 때 (220, 284)이고, n = 4일 때 (17296, 18416)이고, n = 7일 때 (9363584, 9437056)은 이 관계식을 만족하지만, (6232, 6368)은 친화수임에도 이 관계식을 만족하지 않는다.
(220, 284) 다음에 구해진 친화수는 (17296, 18416)이다. 이 친화수는 그 이전에도 구해져 있었지만, 피에르 드 페르마에 의해 재발견되었다. 그 후, 레온하르트 오일러에 의해 60개 정도의 친화수가 구해졌다.
1946년에는 390쌍의 알려진 쌍이 있었지만, 컴퓨터의 발달로 그 이후에 수천 쌍이 발견되었다. 주어진 범위보다 적은 모든 쌍을 찾기 위해 수행했으며, 이 범위는 1970년에 108에서 1986년에 1010, 1993년에는 1011, 2015년에는 1017, 2016년에는 1018로 범위가 확장되었다.
현재까지 알려진 친화수는 2017년 4월 기준으로, 12억 개 이상이다.

## 온라인 정수열 사전목록
처음 친화수 열 쌍이다. (220, 284), (1184, 1210), (2620, 2924), (5020, 5564), (6232, 6368), (10744, 10856), (12285, 14595), (17296, 18416), (63020, 76084), (66928, 66992). 더 많은 예시는 오른쪽에 있는 링크를 참고면 된다.  (OEIS의 수열 A259180)
친화수 쌍에서 작은 수들의 목록은 항상 과잉수로 (OEIS의 수열 A002025)이고, 큰 수들의 목록은 (OEIS의 수열 A002046)이며, 당연히 부족수이다.

## 같이 보기
- 완전수
- 혼약수（준친화수）
- 사교수
- 준사교수

## 참고 문헌
- 본 문서에는 현재 퍼블릭 도메인에 속한 브리태니커 백과사전 제11판의 내용을 기초로 작성된 내용이 포함되어 있습니다.
- Sándor, Jozsef; Crstici, Borislav (2004). 《Handbook of number theory II》. Dordrecht: Kluwer Academic. 32–36쪽. ISBN 1-4020-2546-7. Zbl 1079.11001.
- Wells, D. (1987). 《The Penguin Dictionary of Curious and Interesting Numbers》. London: Penguin Group. 145–147쪽.
- Weisstein, Eric Wolfgang. “Amicable Pair”. 《Wolfram MathWorld》 (영어). Wolfram Research.
- Weisstein, Eric W. “Thâbit ibn Kurrah Rule”. 《Wolfram MathWorld》 (영어). Wolfram Research.
- Weisstein, Eric W. “Euler's Rule”. 《Wolfram MathWorld》 (영어). Wolfram Research.